# Małżeństwo w katolicyzmie

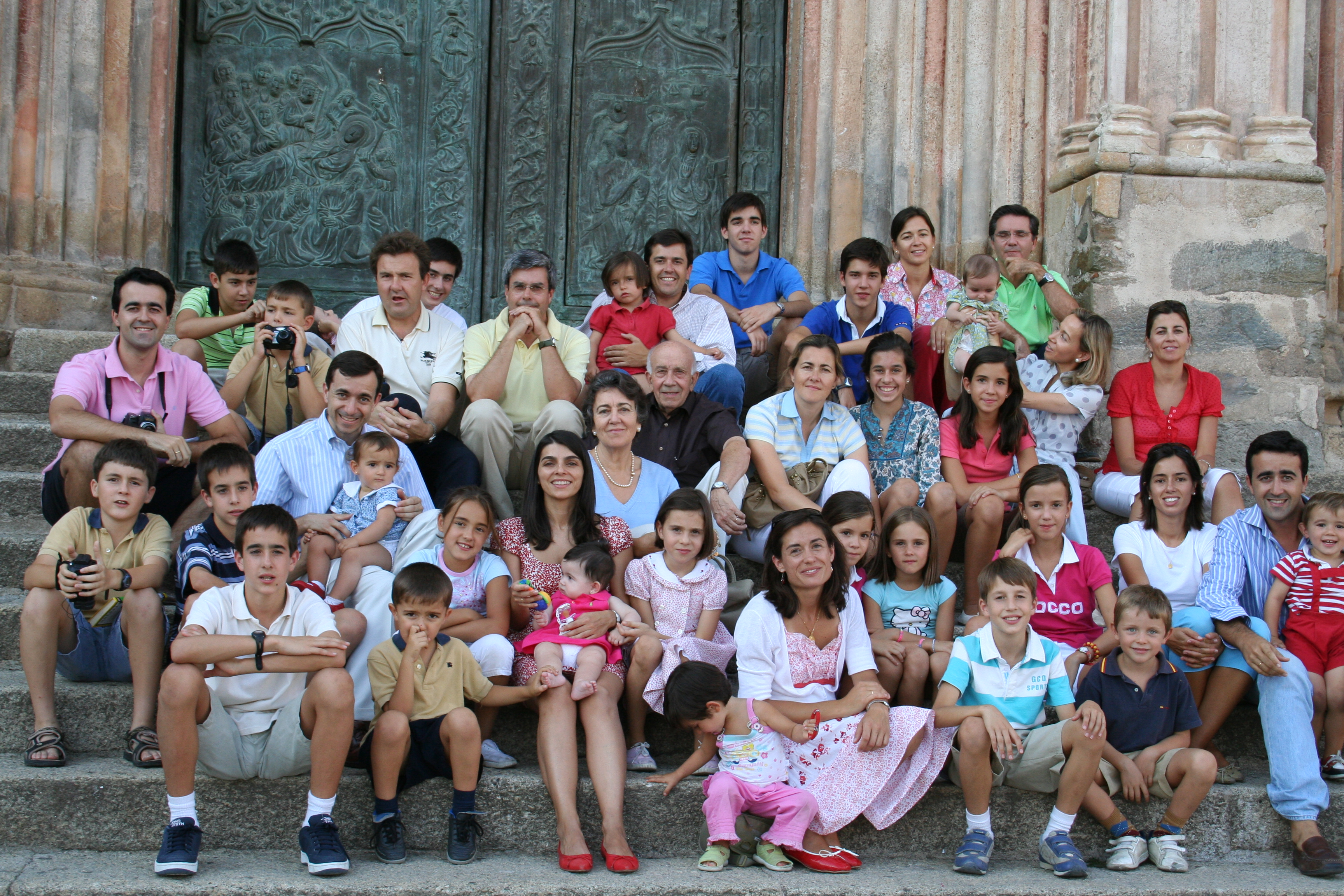
Jubileusz 50-lecia małżeństwa w Hiszpanii – spotkanie dzieci i wnuków. W nauczaniu Kościoła „Małżeństwo i rodzina stanowią jedno z najcenniejszych dóbr ludzkości” (Jan Paweł II, Familiaris consortio, 1).

Małżeństwo w Kościele katolickim rozumiane jako wzajemna i publiczna zgoda mężczyzny i kobiety ukierunkowane jest na wzajemne dobro małżonków oraz na prokreację i wychowanie dzieci. Zasadniczymi elementami katolickiego małżeństwa są również jedność i nierozerwalność. Małżeństwo ludzi ochrzczonych podniesione jest do rangi sakramentu.

## Istota
Katolicki związek małżeński to zawarte w wolności i świadomie oblubieńcze nierozerwalne przymierze miłości między mężczyzną i kobietą, na wzór związku Chrystusa-Oblubieńca z Kościołem-Oblubienicą. Małżonkowie, przyjmując się wzajemnie jako dar, tworzą wewnętrzną wspólnotę życia i miłości, ukierunkowaną ku zrodzeniu i wychowaniu potomstwa. Małżeństwo zostało zamierzone przez samego Boga, to znaczy wpisane jest w naturę ludzką – u ochrzczonych podniesione jest do rangi sakramentu (Familiaris consortio,11-13).
Według W. E. Maya, małżeństwo staje się trwałym fundamentem rodziny, skałą, na której jest ona zbudowana, dzięki czterem elementom: afirmacja osoby, uzdalnianie do miłości, dawanie życia i uświęcanie.

## Nierozerwalność małżeństwa
W początkach chrześcijaństwa była to jedna z nowych zasad, na których opierać się miało małżeństwo, co dla chrześcijan znajduje uzasadnienie w Nowym Testamencie. Nierozerwalność małżeństwa, nakazana w Nowym Testamencie przez Jezusa, była interpretowana przez Kościół jako stan naturalny dla człowieka. Św. Augustyn wyjaśniał różnicę między małżeństwami niechrześcijan i chrześcijan. W konsekwencji rozwód (legalny w prawodawstwie judaizmu, islamu i u wielu ludów antycznych) potraktowany został przez pierwszych chrześcijan jako grzech
Jedyny przypadek, kiedy małżeństwo katolickie może być rozwiązane, dotyczy sytuacji nieskonsumowania związku przez małżonków (w drodze małżeńskiego stosunku seksualnego).
Stwierdzenia nieważności nie należy mylić z rozwodem, gdyż jest ono uznaniem, że dany związek był z jakiegoś powodu zawarty nieważnie, czyli w ogóle nie zaistniał. Zgodnie z prawem kanonicznym jest tak np. w przypadku zawarcia małżeństwa bez wyrażenia zgody w wolności czy nierozumienia istoty sakramentu małżeństwa przez choćby jedno z narzeczonych (patrz: Nieważność małżeństwa).

## Zasada monogamii i wierność małżeńska
Kościół katolicki uznaje jedynie małżeństwa monogamiczne, gdyż takim je uczynił Bóg aktem stworzenia pierwszej pary małżeńskiej Adama i Ewy. Rozumie się przez to wszystkie trzy współcześnie wymieniane wymiary monogamii: społeczną, seksualną i genetyczną.
Doktryna katolicka stanowi, że małżeństwo chrześcijańskie ma być monogamiczne ze względów duchowych: sam Pan, który czyni stare nowym (por. Kor 5,17), już nie zgadza się na wielożeństwo. Także ponowne małżeństwo osób owdowiałych, chociaż dozwolone, ma mniejszą wartość niż pozostanie samotnym ze względu na życie duchowe.
Karlheinz Deschner za niemieckim teologiem Korbinianem Ritzerem przytacza opinię, że monogamia została przejęta od pogan. Monogamia praktykowana była w starożytności między innymi w Egipcie, Babilonii, Grecji i Rzymie.
Monogamia, przywrócona przez Jezusa, była w Kościele od początku interpretowana jako naturalna dla człowieka. Już autor listu do Diogneta z II w. pisał, że chrześcijanie żenią się jak wszyscy, ale nie dzielą w większej grupie łoża małżeńskiego:

5. (...) Mieszkają każdy we własnej ojczyźnie, lecz niby obcy przybysze. Podejmują wszystkie obowiązki jak obywatele i znoszą wszystkie ciężary jak cudzoziemcy. Każda ziemia obca jest im ojczyzną i każda ojczyzna ziemią obcą.

6. Żenią się jak wszyscy i mają dzieci, lecz nie porzucają nowo narodzonych.

7. Wszyscy dzielą jeden stół, lecz nie jedno łoże.

8. Są w ciele, lecz żyją nie według ciała. (Rozdz. V)

Ukazywał ją jako rzeczywistość bezwzględnie przestrzeganą w Kościele św. Justyn (ok. 100-ok. 165). Nauczał on, że grzech niewierności zaczyna się w sercu, zgodnie ze słowami Mistrza. Grzesznikami są więc nie tylko ci, którzy według prawa ludzkiego zawierają drugie małżeństwo, ale również ci, którzy pożądliwie patrzą na kobietę. Orygenes (186-254) zaliczał do grupy chrześcijan nieoświeconych wewnętrznie nie tylko osoby wstępujące w nowy związek po rozwodzie, ale także te osoby, które zostawszy wdowami lub wdowcami nie potrafiły żyć w ewangelicznej powściągliwości i wstępowały ponownie w związek małżeński. Według Aleksandryjczyka drugi związek nie jest bowiem zgodny z naturą Adama, pierwszego człowieka. Nie mógłby on powiedzieć o drugiej żonie: Ta dopiero jest kością z moich kości i ciałem z mego ciała! (Rdz 2,23). Również Abraham i Jakub, mimo iż mieli więcej żon, do grobu złożeni zostali jedynie z pierwszymi żonami.
Monogamia była dla chrześcijan też konsekwencją tego, że małżeństwo ochrzczonych jest sakramentem, czyli znakiem łaski i miłości Bożej obecnej w związku Chrystusa i Kościoła. Jak miłość między Zbawicielem i odkupionymi ludźmi zgromadzonymi we wspólnocie Kościoła jest wyłączna, tak wyłączna jest sakramentalna miłość męża, znaku Chrystusa, i żony, znaku Kościoła. Augustyn z Hippony (354-430) pisał, że Co jest wielką tajemnicą (sacramentum) w Chrystusie i Kościele, to w każdym poszczególnym mężu i żonie jest skromną tajemnicą (sacramentum minimum) nierozerwalnego związku. Podobnie nauczał św. Jan Chryzostom (350-407).
W Kościele katolickim (i Kościele prawosławnym) jedynie monogamiczny związek małżeński może mieć charakter sakramentu. Wszelkie inne niż tego rodzaju związki są w świetle Ewangelii i prawa kościelnego niegodziwe i grzeszne (por. Mk 10, 6-9; Łk 16, 18). Respektowanie zasad monogamii w praktyce życia wymaga od chrześcijan odpowiedniej kultury sumienia i woli.

## Zasada monogamii a wizja człowieka
Tradycyjnie przyjmowane są dwa znaczenia monogamii: jedna odnosi się do małżeństwa ludzkiego, gdzie klasyczną definicją człowieka, zwłaszcza w filozofii nurtu arystotelizmu oraz tomizmu, jest określenie zwierzę rozumne /(łac.) animal rationale/ czyli osoba. W drugim znaczeniu monogamia odnoszona jest do związków między zwierzętami.
Monogamię ludzką można rozumieć w dwóch aspektach:
1. jako zasadę zawierania małżeństwa raz w ciągu całego życia; termin przeciwstawny znaczeniowo to digamia,
2. jako małżeństwo tylko z jedną osobą naraz; termin przeciwstawny znaczeniowo to bigamia lub poligamia[20].

Monogamią w ludzkim małżeństwie zajmują się nauki humanistyczne, które przyjmują jako zasadę, że podstawowe zdolności i właściwości kojarzone z osobą ludzką zdecydowanie wyróżniają człowieka spośród reszty świata zwierzęcego. Karol Wojtyła w swojej książce Miłość i odpowiedzialność podnosił, że monogamia jako instytucjonalny związek dwóch osób żywiących miłość do siebie wzajemnie jest wcieleniem etycznej normy personalistycznej. Norma ta wymaga traktowania osoby w sposób odpowiedni do ludzkiej natury współmałżonka. Tylko małżeństwo monogamiczne może zapewnić odpowiedni kontekst dla jej wypełnienia – tzn. umożliwić prawdziwie ludzką miłość między osobami.
Aspektami prawnymi ludzkiego małżeństwa monogamicznego zajmują się nauki prawne. Ma ono także aspekty filozoficzne, będące polem badań np. dla antropologii filozoficznej i filozofii religii, jak również religioznawcze i teologiczne.
Drugie znaczenie monogamii, odnoszące się do zwierząt nierozumnych, jest polem badań zoologii i pokrewnych jej dyscyplin.
Istnieje współcześnie nurt uczonych skupionych wokół badań z zakresu biologii ewolucyjnej. Uczeni ci przyjmują, że istota ludzka jest wyłącznie rezultatem procesów ewolucyjnych materii i podchodzą do monogamii ludzkiej jako do zasadniczo nieróżniącej się od jakiejkolwiek innej zwierzęcej monogamii, np. innych ssaków naczelnych czy ptaków.

## Zakaz małżeństw między krewnymi
Doktryna katolicka zabrania zawierania małżeństw pomiędzy krewnymi. Początkowo Kościół zabraniał zawierania małżeństw tylko do czwartego stopnia pokrewieństwa po mieczu według rzymskiego systemu obliczeń. Najsurowsze zakazy panowały w X–XII w., to jest zakaz zawierania małżeństw do siódmego stopnia według rachuby germańskiej, odpowiadającej mniej więcej czternastemu stopniowi rachuby rzymskiej. W 1215 r. Sobór laterański IV ograniczył do czwartego stopnia przeszkody wynikające z prawowitego pokrewieństwa i powinowactwa, a wynikające z powinowactwa nieprawego – do stopnia drugiego.

## Etyka seksualności
Według seksuologa Kazimierza Imielińskiego, stworzenie nowej koncepcji małżeństwa przez Chrystusa dostarczyło późniejszej teologii chrześcijańskiej wielu trudnych do rozwiązania zagadnień. Jeśli bowiem małżeństwo było związkiem mężczyzny i kobiety nie polegającym wyłącznie na prokreacji, lecz mającym głębszy wymiar psychologiczno-moralny, pojawiło się pytanie o pozaprokreacyjne funkcje współżycia seksualnego małżonków oraz o pozamałżeńskie stosunki seksualne, tzn. jak w świetle katolickiej etyki seksualnej ocenić np. seks przedmałżeński. Według Imielińskiego nauka Chrystusa nie daje odpowiedzi na te pytania, a więc zagadnienie to musieli opracować sami teologowie.
Wypowiedzi Magisterium Kościoła zawartych w wielu dokumentach, które przypominają obietnicę Chrystusa na temat pomocy Ducha Świętego (por. J 14,26), zgodnie z samym nauczaniem Jezusa, pożycie seksualne jest wyrazem jedności kobiety i mężczyzny połączonych sakramentem małżeństwa. Nauczanie to głosi, że tylko w małżeństwie zjednoczenie płciowe mężczyzny i kobiety osiąga swą prawdę i doskonałość, w postaci wzajemnego całkowitego daru, który ma charakterze w pełni ludzki, tzn. duchowo-cielesny, wierny i płodny.
Klemens Aleksandryjski (155–212) broniąc godziwości poczynania dzieci, jednocześnie ukazuje świętość samego pożycia seksualnego w małżeństwie, jeśli jest dokonywane w czystości.
Klemens nauczał też, że w czasach Starego Testamentu okoliczności wymagały, by Izrael wzrastał liczebnie, trzeba było się rozmnażać i rozrastać ilościowo. W czasach nowotestamentowych już nie ma wprawdzie takiej konieczności, jednak rodzenie dzieci w dalszym ciągu jest powodem zawierania małżeństwa przez chrześcijan.
F. Drączkowski, patrolog, na przykładzie pism Klemensa Aleksandryjskiego wykazywał, że ortodoksyjne chrześcijaństwo, w odróżnieniu od sekt gnostyckich, jak uczniowie Saturnina, Ofici czy Setianie, nigdy nie było wrogie seksualności; przeciwnie – broniło świętości tej sfery. Klemens Aleksandryjski pisał m.in., że zjednoczenie, „wspólnota” małżeńska, jest uświęcona przez Boga. Ci zaś, którzy są przekonani, że pożycie małżeńskie jest nieczyste, a sami zostali zrodzeni z małżeństwa, przeczą sami sobie.

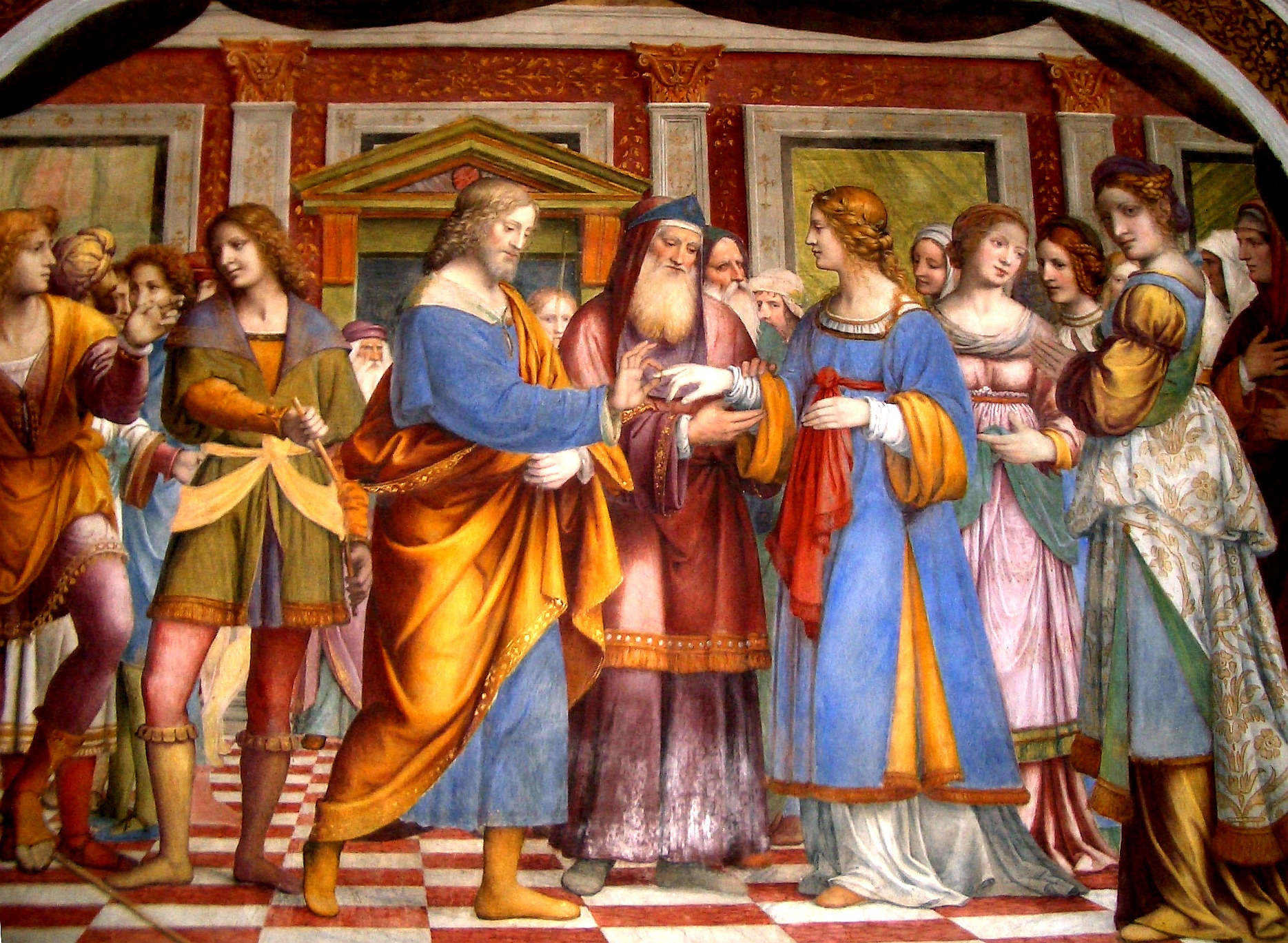
Bernardino Luini Zaręczyny Maryi Dziewicy, fresk z sanktuarium w Saronno (Varese), Włochy.

## Czystość a małżeństwo
Chrześcijańska moralność ma na celu utrwalenie małżeństwa i rodziny oraz uduchowienie przeżyć cielesnych. Od początku powstawały traktaty uzasadniające wyższość dziewictwa i ascezy seksualnej nad małżeństwem. Wskazywano m.in. na takie niedogodności życia małżeńskiego, jak panowanie ze strony męża czy bóle porodu, będące skutkami grzechu pierworodnego, od których dziewice są wolne. Powoływano się przy tym na fragment wypowiedzi Jezusa, w której stwierdził on, że Dzieci tego świata żenią się i za mąż wychodzą. Lecz ci, którzy uznani zostaną za godnych udziału w świecie przyszłym i w powstaniu z martwych, ani się żenić nie będą, ani za mąż wychodzić (Łk 20,34-35).
W IV w. przeciw powszechnemu nauczaniu ojców Kościoła o dziewictwie wystąpiło kilku teologów, wśród nich Jowinian, Helwidiusz i Bonosus. Sprzeciwiali się oni nadawaniu małżeństwu niższej wartości duchowej niż dziewictwo, uważali też, że sama matka Jezusa nie pozostała dziewicą i miała później z Józefem inne dzieci. Pogląd ten uznano za niezgodny z wiarą chrześcijańską, czyli herezję, co potwierdził później m.in. Sobór Trydencki (sesja 24, kan. 10) oraz Pius XII w encyklice Sacra Virginitas.
W czasach humanistycznego Odrodzenia dochodziło czasem do odrywania przeżyć duchowych od cielesności. Według S. Pinckaersa OP był to przede wszystkim wpływ Kartezjusza, który określając człowieka jako podmiot myślący w słynnej formule myślę, więc jestem /(łac.) cogito ergo sum/, uznał ciało za rodzaj „maszyny”, byt zewnętrzny wobec osoby ludzkiej. Skutkiem szerzenia się tej dualistycznej, humanistycznej koncepcji miłości w Kościele, przeciwstawiano nieraz miłość do Boga erotycznym pragnieniom ziemskim w duchu źle pojętej czystości seksualnej. W duchu humanizmu na małżeństwo czasem patrzono jako na rzeczywistość doczesną, podczas gdy dziewictwo było kosztowaniem już na ziemi przyszłego świata, który miał się rozpocząć wraz ze zmartwychwstaniem.